# Veli Mlin
Veli Mlin (en italien : Molino Grande) est une localité de Croatie située en Istrie, dans la municipalité de Buje, dans le comitat d'Istrie.